# Fariba Hachtroudi
 (juin 2023).
Fariba Hachtroudi, née à Téhéran en 1951, est une journaliste et écrivaine iranienne.

## Biographie
Petite-fille de Cheïk Esmaïl Hachtroudi, leader religieux constitutionnaliste, fille du mathématicien et épistémologiste Mohsen Hachtroudi, son grand père s’est battu aux côtés des révolutionnaires de l’Azerbaïdjan en 1906. Député du premier et du second parlement de la Perse (et du Moyen-Orient) en 1909 et1910, Cheïk Esmaïl était un ennemi juré du dogmatisme religieux. Suivant l’exemple de son père, dès son retour de Paris où il obtint son doctorat de topologie sous la direction du mathématicien Élie Cartan, Mohsen Hachtroudi dédia sa vie à la jeunesse de son pays. Défenseur d’une modernité respectueuse des valeurs humanistes, il se dressa contre les dérives de la  monarchie des Pahlavi notamment la répression de la jeunesse par la Savak du dernier chah d'Iran.
Archéologue de formation, Fariba Hachtroudi vit en France depuis son adolescence. C’est à Paris et via les ondes et les écrans qu’elle voit la révolution de l’Ayatollah Khomeini (1979) que le peuple espérait démocratique. Dénoncer l’horreur est la première étape du combat qui s’impose à elle. Elle payera très cher ses engagements et sa lutte qui continuera, dit-elle, tant que sévissent les lois iniques de la théocratie et de la charia en Iran et ailleurs. La plupart de ses livres narrent les douleurs et les espoirs de l’Iran et des Iraniens. La plume est désormais la seule arme de cette militante des droits de l'homme.
Depuis 1995, elle anime l'association humanitaire et culturelle Mo-Ha (Association pour la Fondation Mohsen Hachtroudi) qui est à l'initiative du prix littéraire franco-indien Gitanjali dont la première édition a eu lieu à Pondichéry sous le haut patronage de l'Institut français et du consul général de France à Pondichéry. Ségolène Royal, présidente de l'Association des régions francophones du Monde, est la marraine de ce prix littéraire. Fariba Hachtroudi publie toujours des articles dans la presse européenne et américaine. Elle est également conférencière et blogueuse au Huffington Post.

## Œuvres
- L'Exilée, document, Paris, Éditions Payot, 1991 (traduit en allemand, persan, turc)  (ISBN 978-2-228-88387-0)
- Iran, les rives du sang, roman, Paris, Éditions du Seuil, coll. « Cadre rouge », 2000 (traduit en grec et en hollandais) (ISBN 978-2-02-038689-0) Point n° P823  prix littéraire des Droits de l'Homme
- Les femmes iraniennes : vingt-cinq ans d'inquisition islamiste, Cahors, France, Éditions L'Hydre, coll. « Elles », 2004  (ISBN 978-2-913703-42-1)
- Le Chili sur les traces de Neruda, phot. de Laurent Péters, Paris, Éditions du Seuil, coll. « Albums », 2005 (ISBN 978-2-02-067888-9)
- J'ai épousé Johnny à Notre-Dame-de-Sion, roman, Paris, Éditions du Seuil, coll. « Cadre rouge », 2006  (ISBN 978-2-02-088799-1) et Point n°P3067
- À mon retour d'Iran..., Paris, Éditions du Seuil, coll. « Biographie », 2008 (traduit en persan)  (ISBN 978-2-02-094322-2)
- Le douzième imam est une femme ?, roman, Paris, Koutoubia, 2009  (ISBN 978-2-7538-0419-7) réédité Encre d’Orient 2012.
- Khomeyni Express : itinéraires clandestins en République islamique d'Iran, Vevey, Suisse, Xenia Éditions, coll. « Les yeux ouverts », 2009  (ISBN 978-2-88892-072-4)
- La gelée royale, Paris, Éditions Encre d'Orient, coll. « Littérature «, 2010  (ISBN 978-2-36243-001-5)
- Ali Khamenei ou Les larmes de Dieu, Paris, Éditions Gallimard, coll. « Hors série Connaissance », 2011.  (ISBN 978-2-07-013316-1)
- Abysses, poèmes avec les encres d'Anne Cotrel, Éditions Chèvre-feuille étoilée, coll. « D'un art l'autre «, octobre 2013  (ISBN 978-2-36795-006-8)
- Le Colonel et l'appât 455, Paris, Éditions Albin Michel, 2014  (ISBN 978-2-226-25425-2)
- Ali : la parole défendue, Paris, Éditions Eric Bonnier, 2023  (ISBN 978-2-36760-242-4)